# Vasilij Lavrentjevič Aleksejenko
Vasilij Lavrentjevič Aleksejenko (rusko Алексеенко Василий Лаврентьевич), sovjetski general, * 1904, † 1984.

## Življenjepis
Leta 1943 je postal poveljnik 17. gardnega strelskega polka in istega leta še 371. strelske divizije; leta 1944 je postal poveljnik 65. strelskega korpusa.